# A Blast
A Blast (in greco Η έκρηξη?) è un film del 2014 diretto da Syllas Tzoumerkas.
Il film, incentrato sulla disillusione e la rivolta di una donna nel contesto della crisi economica greca, è interpretato da Angeliki Papoulia, Vassilis Doganis, Maria Filini, Themis Bazaka, Makis Papadimitriou e Yorgos Biniaris. È stato distribuito in Italia da Microcinema.
Secondo lungometraggio di Tzoumerkas dopo Hora Proelefsis, A Blast ha avuto la sua prima mondiale alla sezione Concorso internazionale del Locarno Festival 2014. Lodato dalla stampa internazionale per le sue viscerali riprese e recitazione, il suo contenuto audace e forma, il film è andato in scena in oltre 70 festival per poi essere distribuito nelle sale cinematografiche di molti paesi del mondo.

## Trama
Maria, giovane donna greca sposata e con figli, a seguito dell'improvviso suicidio della madre, da diversi anni paralitica, si ritrova a dover far fronte ad un immane debito economico, progressivamente accumulatosi per via d'investimenti sbagliati da parte dei genitori e di cui lei e la sorella Gogo erano del tutto all'oscuro.
Incendiando di soppianto la foresta sovrastante il villaggio natio dei genitori, in modo da poter incassare una cospicua somma di denaro da parte di un'azienda edilizia interessata a costruirvici, Maria decide di rompere con tutto ciò che ha caratterizzato la sua triste e grigia esistenza fino ad allora, lasciando suo marito Yannis, fedifrago e spesso assente da casa, ed i suoi tre figli, complicando così ulteriormente i suoi già instabili rapporti con suo padre, uomo passivo e da sempre succube della defunta moglie, sua sorella nevrastenica ed il di lei marito neofascista Costas.
La narrazione è ellittica e non lineare, con frammenti del suo passato, colmo di speranze per il futuro e sessualmente esuberante, che si mischiano caleidoscopicamente al suo presente segnato dalla crisi, andando così a formare un mosaico impetuoso ed allegorico di un Paese che gradualmente va incontro alla propria rovina.

## Produzione
A Blast è stato presentato per la prima volta come un progetto in sviluppo dalla Homemade Films e dalla produttrice Maria Drandaki al Cinelink del Sarajevo Film Festival 2012, dove è stato premiato con il Eurimages Co-production Development Award. Il produttore tedesco Titus Kreyenberg e i produttori olandesi Ellen Havenith e Jeroen Beker si sono poi uniti e il film è stato finanziato dal Greek Film Center, il Dutch Film Fund, FIlm und Medienstiftung NRW e Filmfoerderung Hamburg Schleswig-Holstein. Pan Entertainment, Graal SA, Marni Films, Mamoko Entertainment, Prosenghisi LTD e Movimento Film sono stati co-produttori.
Come dichiarato dallo stesso regista Syllas Tzoumerkas in un'intervista concessa a Cineuropa, la produzione del film è stata fortemente ritardata, se non addirittura messa a repentaglio, dalla chiusura della Ellinikí Radiofonía Tileórasi (ERT), la televisione di stato greca, da parte dell'allora premier Antōnīs Samaras, tuttavia il film ha iniziato la produzione nel settembre 2013.
Le riprese si sono svolte ad Atene, Amburgo e nei tunnel in costruzione dell'Aegean Highway che collega Larisa a Salonicco.

## Distribuzione
Il film è stato presentato in anteprima al Locarno Festival 2014 ma, a causa delle scene di sesso esplicite presenti nel film, il Locarno Festival ha fatto apporre nel catalogo, nei biglietti e nelle pubblicazioni promozionali la nota "questo film può ferire la sensibilità di alcuni spettatori". Dopo la sua prima mondiale, il film divenne un festival-circuito regolare, in diversi festival internazionali come BFI London Film Festival, Sarajevo Film Festival, Rotterdam Film Festival, Karlovy Vary Film Festival (Variety's 10 European Directors to Watch), Jeonju Film Festival, São Paulo Film Festival (New Directors Competition), Hamburg Filmfest, Hong-Kong Film Festival, etc. È stato distribuito in Grecia il 22 novembre 2014 da Strada Film, e in seguito in Olanda (12 marzo 2015), Germania (16 aprile 2015), Italia (27 agosto 2015), Polonia (12 settembre 2015), Danimarca (19 settembre 2014), etc. Il DVD del film e la versione VOD è gestita negli Stati Uniti da Indiepix FIlms.

## Accoglienza
Il critico cinematografico principale di Screen Daily Mark Adams ha dato al film una recensione entusiastica in anteprima mondiale al Festival internazionale del film di Locarno definendolo un "dramma a ruota libera", guidato con forza e con una certa impavidità da una sorprendente esibizione di Angeliki Papoulia come una donna dallo spirito libero che raggiunge la fine del suo legame".

## Riconoscimenti
- 2014 - Hamburg Film Festival
  - Nomination Art Cinema Award
  - Nomination Hamburg Producers Award
- 2014 - Locarno Film Festival
  - Nomination Pardo d'oro
- 2014 - Sarajevo Film Festival
  - Nomination Miglior film
- 2015 - Hellenic Film Academy Awards
  - Nomination Miglior film
  - Nomination Miglior attrice a Angeliki Papoulia
- 2015 - Seattle International Film Festival
  - Nomination New Director's Showcase Award